# 弦楽六重奏曲第1番 (ブラームス)
弦楽六重奏曲第1番（げんがくろくじゅうそうきょくだいいちばん）変ロ長調作品18は、ヨハネス・ブラームスが1860年に作曲した弦楽六重奏曲である。ブラームスが27歳の年に作曲され、若々しく情熱的な曲風で知られている。

## 作曲の背景
ブラームスは弦楽四重奏曲の分野では、ベートーヴェンの残した16曲の重圧により、40歳になるまで曲を発表することができなかったが、弦楽六重奏曲においては、古典派の巨匠たちに同様の曲種がなかったという気安さから、若くしてこの第1番変ロ長調を残すことができた。またヴィオラやチェロを好み、重厚な響きを好んだブラームスは、2本ずつにふえたヴィオラ・チェロの声部を自在に書くことにより、厚みのある響きや陰影豊かな叙情性を表現することに成功している。
シューベルトが最晩年に残したチェロ2本の弦楽五重奏曲の、重厚で深い表現から影響を受け、弦楽四重奏にヴィオラ・チェロを追加するという着想を得たともいわれる。

## 編曲版
作曲の同年にブラームス自身によって第2楽章がピアノ独奏用に編曲され（「主題と変奏」）、クララ・シューマンの誕生日にプレゼントされた（1927年出版）。全曲の編曲としては、作曲者による四手ピアノ版、弦楽六重奏曲第2番とともに編曲したテオドール・キルヒナーによるピアノ三重奏版がある。

## 曲の構成
- 第1楽章 Allegro ma non troppo、変ロ長調
- 第2楽章 Andante ma moderato、変奏曲、ニ短調
第1ヴィオラから始まる力強くロマンティックな旋律（譜例）は有名である。変奏曲ではロマンティックな音楽が堰を切ったように自在に展開される。ルイ・マル監督の映画『恋人たち』で用いられていることでも知られる。

- 第3楽章 Scherzo. Allegro molto - Trio. Animato、ヘ長調
- 第4楽章 Rondo. Poco Allegretto e grazioso、変ロ長調

演奏時間　35分ほど

## 編成
- 第1・2ヴァイオリン
- 第1・2ヴィオラ
- 第1・2チェロ